# Cattedrale di Skara
La cattedrale di Skara (in Svedese Skara domkyrka) è una chiesa nella città svedese di Skara. La cattedrale è la sede del vescovo della diocesi di Skara della Chiesa di Svezia.

## Storia e descrizione
La chiesa è risalente all'XI secolo anche se l'aspetto attuale risale al XIII secolo. La chiesa ha una cripta medievale scoperta nel 1949 dopo che era stata sotterrata sotto alcune pietre nel XIII. Una tomba, contenente uno scheletro, fu trovata nella cripta ed è la parte più antica della cattedrale.
La chiesa è lunga 65 metri e le torri del campanile raggiungono una altezza di 63 metri.

## Galleria d'immagini

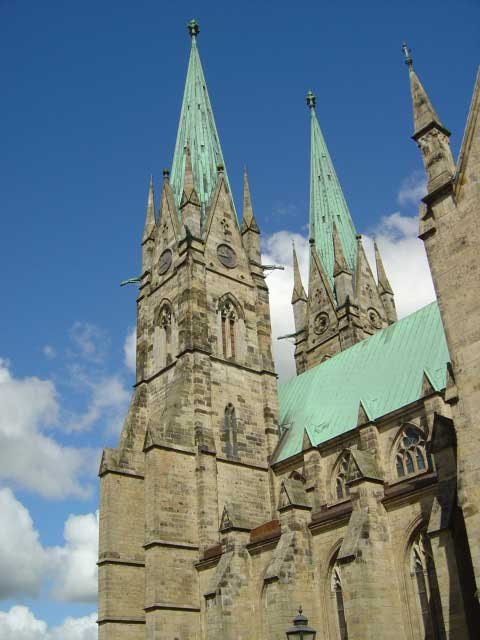
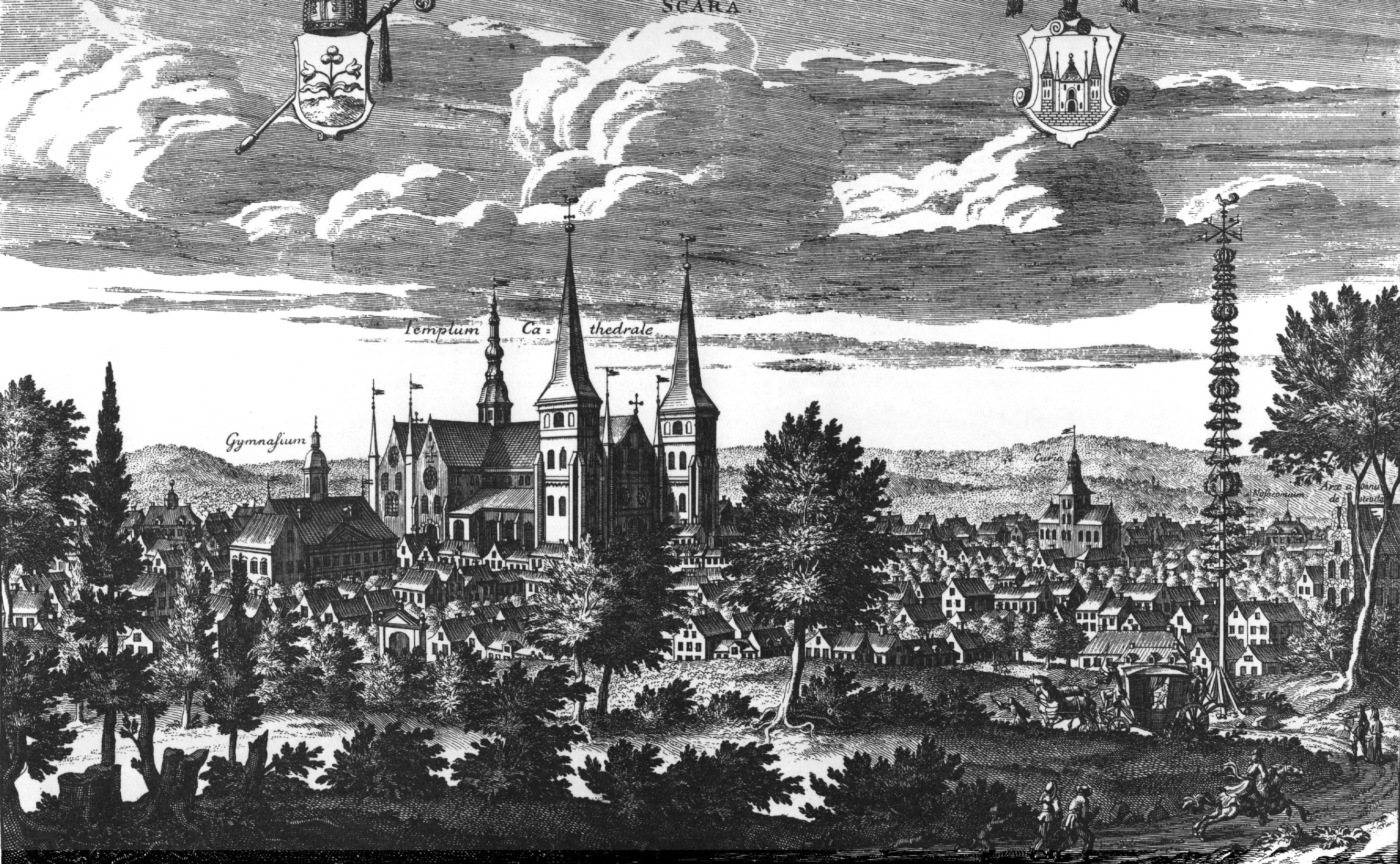
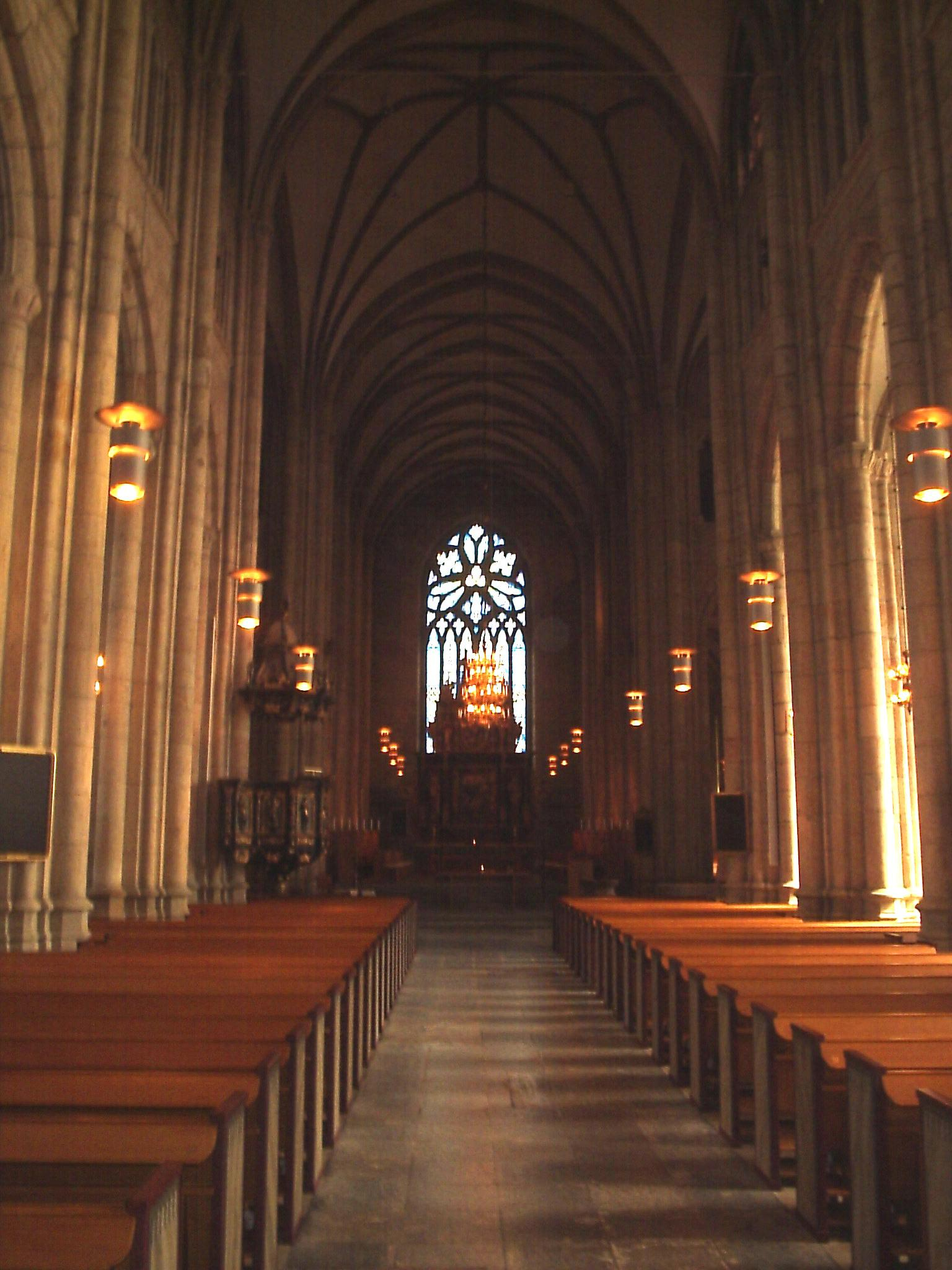
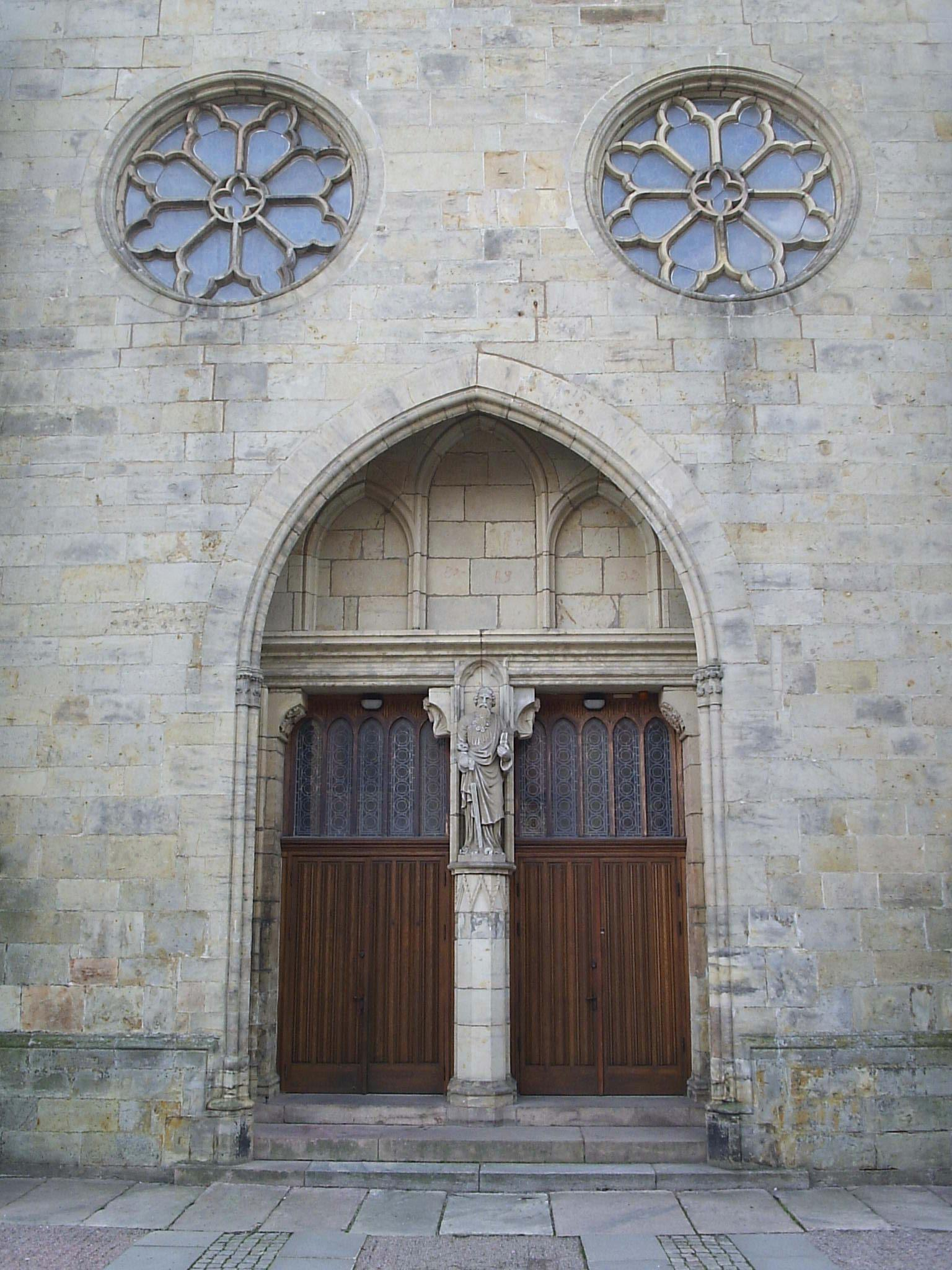
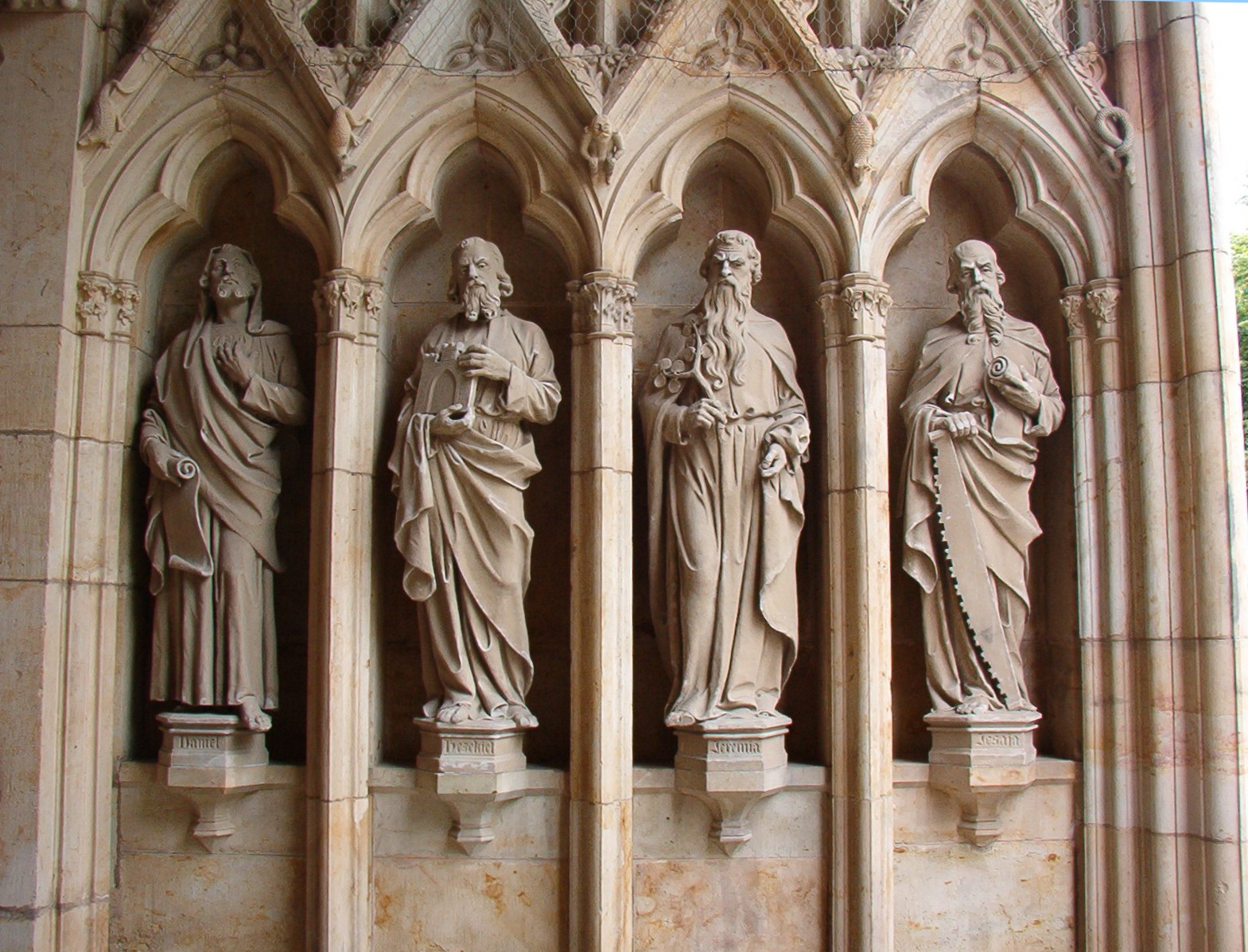